# Julian Weigl
Julian Weigl  (n. 8 septembrie 1995, Bad Aibling, Bavaria, Germania) este un fotbalist german, care joacă pe post de mijlocaș sau fundaș la M'gladbach în Bundesliga. Pe plan internațional, are prezențe la națională pentru Germania Sub-21⁠(d), Germania U19⁠(d), Germania U20⁠(d) și Germania.

## Cariera pe echipe

### 1860 München
Weigl este un produs de tineret al lui 1860 München. Și-a făcut debutul în 2. Bundesliga pe 14 februarie 2014 împotriva Ingolstadt 04. L-a înlocuit pe Yannick Stark după 66 de minute într-o înfrângere cu 2-0 în deplasare. A reușit să joace 14 meciuri de ligă în primul său sezon cu prima echipă. În primul meci din sezonul 2014-2015 împotriva lui Kaiserslautern, Weigl, având doar 18 ani, a fost numit căpitan. Prin urmare, a devenit cel mai tânăr căpitan din istoria echipei. După cel de-al doilea meci al sezonului, Weigl a fost amendat și suspendat la a doua echipă împreună cu colegii săi Vitus Eicher, Daniel Adlung și Yannick Stark. Cei patru jucători au fost afară să bea noaptea târziu și au fost auziți vorbind negativ despre echipă. Weigl a fost eliberat de banderola de căpitan și a fost succedat de Christopher Schindler.

### Borussia Dortmund
După sezonul 2014–15, Weigl s-a transferat la Borussia Dortmund, unde a semnat un contract până în 2019. Și-a făcut debutul oficial la Dortmund pe 15 august 2015, într-o victorie cu 4-0 pe teren propriu împotriva lui Borussia Mönchengladbach. A debutat în Europa League o lună mai târziu, când a intrat în minutul 60 ca înlocuitor împotriva lui FC Krasnodar. Jocul remarcabil al lui Weigl ia adus un loc de titular la Dortmund și ia ajutat să termine pe locul 2 în Bundesliga și, de asemenea, a jucat regulat în sezonul din Europa League acolo unde Dortmund a ajuns departe, înainte de a fi eliminată de Liverpool FC. A marcat primul său gol pentru Dortmund, care a fost și primul său gol profesionist împotriva lui Sporting CP în UEFA Champions League, din afara careului în victoria cu 2-1. Weigl a semnat un nou contract cu Borussia pe 21 decembrie, păstrându-l la club până în 2021. Pe 13 mai 2017, a suferit o fractură de gleznă la egalul cu 1-1 al lui Dortmund în deplasare împotriva lui FC Augsburg. Pe 18 mai 2017, Weigl a suferit o intervenție chirurgicală cu succes, dar ar urma să fie absent timp de trei până la patru luni. S-a întors în primul unsprezece al lui Dortmund pe 24 septembrie 2017 în victoria cu 6-1 pe teren propriu împotriva lui Borussia Mönchengladbach.

### Benfica
La 31 decembrie 2019, Benfica a anunțat un acord cu Dortmund pentru semnarea lui Weigl pentru 20 de milioane de euro. Pe 2 ianuarie 2020, Weigl a sosit la Lisabona, unde a finalizat probele medicale necesare înainte de a-și cunoaște noul stadion, a semnat un contract până pe 30 iunie 2024 și a fost prezentat oficial suporterilor noului său club.

### Borussia Mönchengladbach
La 1 septembrie 2022, Borussia Mönchengladbach a anunțat un acord pentru împrumutul lui Weigl de la Benfica.
La 5 mai 2023, Borussia Mönchengladbach a activat clauza de cumpărare a lui Weigl de 7 milioane de euro, semnându-l pe un contract de cinci ani.